# Амеланд
А́меланд (нід. Ameland, - [ˈaːməlɑnt] ( прослухати), зах.-фриз. It Amelân) — острів і однойменна громада на півночі Нідерландів, у провінції Фрисландія. Географічно входить до групи Західно-Фризьких островів, розташований між островами Терсхеллінг на заході і Схірмонніког на сході, третій за площею острів Західно-Фризьких островів. Популярний морський курорт у Нідерландах, сполучається з материковою частиною поромом, який прямує до містечка Голверд.
Адміністративний центр — село Баллюм, найменший (за населенням) населений пункт громади.

## Історія
З-поміж інших Фризьких островів Амеланд порівняно молодий, він виник не більш ніж 7000 років тому.
Амеланд (під назвою Ambla) вперше згадується в історії на початку IX столітті, у дарчій місцевого володаря ван Регінмунта (Reginmunt) із заможної родини Регінінген (Reginingen) Фульдському аббатству: «…insula que dicitur Ambla…». Невідомо, коли перші люди оселилися на Амеланді, проте це сталося не пізніше 850 року. Існує згадка про те, що родина Каммінга заснували монастир Фосверд у Баллюмі в 866 році, проте це сфальсифікована пізня вставка у старі тексти, зроблена з метою підтвердити права Каммінга на острів Амеланд.
У 1287 році Амеланду завдала значної шкоди повінь святої Люсії.
Ізольоване положення Амеланда певною мірою посприяло завоюванню острова графами Голландії під час їх війни із Фрисландією. Амеландські фризи до 1424 року платили данину графам Голландським.
У 1398 граф Голландії Альбрехт віддав Амеланд в оренду сеньйору Ейсселстейна Аренду Егмонту. До 1670 року представники родини Егмонтів формально залишалися володарями Амеланда, проте реальна влада на острові належала родині Каммінга.
Найдавнішим відомим володарем Амеланда був Рінк Доніа (Rienck Donia), чиї нащадки узяли ім'я Донія ван Єлмера (Donia van Jelmera). У 1424 році тогочасний володар острова, Рітске Єлмера оголосив Амеланд «вільним володінням» (vrijheerschap), тобто незалежним панством, яке не є вассалом іншого феодала або правителя країни. У 1429 році Єлмера уклав угоду із графом Голландії, якому до цього часу належав Амеланд, проте що він, Рітске Єлмера, і його нащадки будуть представляти Амеланд. Втім, ані графство Голландія, ані Фрисландія, ані Священна Римська імперія не визнали незалежність Амеланда, хоч і не робили спроб завоювати острів. Амеланд зберігав нейтралітет і у Вісімдесятирічній, і в першій англо-голландській війнах.
Правнук Рітске Єлмери, Пітер Єлмера, став засновником фризької шляхетської родини ван Каммінга (Van Cammingha), яка правила Амеландом до смерті свого останнього представника у 1681 році. Острів перейшов спочатку до родини тое Шварценберг і Гогенлансберг (Thoe Schwartzenberg en Hohenlansberg), які у 1704 році продали його Генрієтті-Амалії ван Ангальт-Дессау, чий син, Йоганн-Вільгельм-Фризо Оранський-Нассау, оголосив себе володарем Амеланда. Його син, штатгальтер Нідерландів Вільгельм IV Оранський, та його онук Вільгельм V Оранський (також штатгальтер Нідерландів) послідовно успадкували титул володарів Амеланда.
З юридичної точки зору Амеланд втратив свою незалежність у 1795 року, коли була створена Батавська республіка. Нідерландська конституція 1813 року остаточно приєднала Амеланд до Фрисландії, проте королі та королеви Нідерландів отримали окремий титул Vrijheer van Ameland.
У 1871—1872 роках острів з'єднали дамбою з материком біля міста Хольверд (Holwerd). Довжина дамби становила 8,7 км, вартість будівництва, оплачена порівну державою та провінцією Фрисландія, становила 400 000 гульденів. Проте конструкція дамби виявилася нетривкою і вимагала постійного ремонту. В 1882 році, після зимових штормів, ремонтні роботи на дамбі зупинилися і вона опинилася під водою. Частково дамбу можна побачити під час відпливу; збереглася початкова частина дамби біля Хольверда.
У 1940 році Амеланд, як і все Королівство Нідерландів, окупували війська Третього Рейху. Через незначимість острова з військової точки зору війська союзників не висаджувалися на Амеланді, тому німецький гарнізон на острові склав зброю лише 2 червня 1945 року, майже через місяць після офіційної капітуляції нацистської Німеччини. Після Другої світової війни на острові лишилися підземні бункери, які входили до Атлантичного валу — німецької системи оборонних споруд, які призначалися для захисту окупованої Європи від десанту союзницьких сил. У листопаді 2010 року на Амеланді пройшли роботи з відкопування бункерів, метою яких були визначення, чи можливо з цих бункерів зробити музей, проте пізніше більшість бункерів знову закопали.

## Географія
Острів Амеланд розташований в архіпелазі Західно-Фризьких островів, які формують своєрідний кордон між Північним і Ваттовим морями. Острів має дюнне походження і лежить у припливно-відпливній зоні Північного моря. Перепад рівня води становить від 2 до 3 метрів. За рахунок відпливів і невеликої глибини затоки Ваддензе під час відпливів оголюються великі площі ваттів.
Амеланд, як і сусідні острови, має видовжену з заходу на схід форму. Його довжина становить 22 км, максимальна ширина — 5 км. Північний берег острова вкритий піщаними пляжами, загальна довжина який становить близько 27 км. Також є невеликі ділянки лісових насаджень. Загальна площа громади становить 268,5 км², з яких водна поверхня займає 209,84 км², а суходол — 58,65 км².
Острів має багату флору і фауну, тут гніздяться близько 60 видів птахів.

## Населені пункти
Громада Амеланда налічує чотири населених пункти, розташовані у західній і центральній частинах острова (із заходу на схід):
- Голлюм (Hollum) — найбільший населений пункт (1 150 мешканців[3]), розташований на західному узбережжі, неподалік амеландського маяка;
- Баллюм (Ballum) — найменший населений пункт (355 мешканців), проте має статус адміністративного центра — тут базується муніципальна рада. Розташований біля аеропорту Амеланда;
- Нес (Nes) — другий за величиною населений пункт острова (1 085 мешканців), популярний туристичний центр. Також тут розташовані острівна середня школа Burgemeester Waldaschool і поромна переправа до містечка Холверд на материковій частині Нідерландів;
- Бюрен (Buren) — розташований в центральній частині острова, на схід від Неса. Населення становить 680 осіб.

Також на острові є два присілки — Койплатс (Kooiplaats) і Баллюмербохт (Ballumerbocht). У минулому на острові існували ще два села, Урд (Oerd) і Сір (Sier), затоплені внаслідок повеней.

## Політика
Громадою Амеланд керує муніципальна рада з 11 депутатів і бургомістр із двома олдерменами.
У каденції 2014—2018 років у муніципальній раді Амеланда представлені дві місцеві та три національні партії, місця між якими розподілені наступним чином:
| Партія                                 | 2006 | 2010 | 2014 |
| -------------------------------------- | ---- | ---- | ---- |
| Ameland'82 (місцева)                   | 4    | 3    | 3    |
| Algemeen Belang Ameland (місцева)      | 2    | 2    | 3    |
| Християнсько-демократичний заклик      | 2    | 3    | 3    |
| Партія праці                           | 2    | 2    | 1    |
| Народна партія за свободу і демократію | 1    | 1    | 1    |
| Усього                                 | 11   | 11   | 11   |

Посаду бургомістра Амеланда з 1 липня 2006 року обіймає Альберт де Хоп (Albert de Hoop) з партії «Демократи 66». Йому підпорядковані два олдермени:
- Піт Ейнсен (Piet IJnsen) з партії «Algemeen Belang Ameland»;
- Петер Пот (Peter Pot) з партії «Ameland»'82.

## Транспорт
Основний транспортний засіб, що сполучає Амеланд із материком, — пором, який курсує до острова з материкового містечка Холверд. Також на Амеланді є невеликий аеропорт, найпівнічніший у Нідерландах.
Громадський транспорт на острові представлений двома автобусними маршрутами:
- № 1 (колишній № 130) — сполучає Голлюм, Баллюм і Нес[5].
- № 2 (колишній № 132) — сполучає Нес і Бюрен[6].

## Населення
Станом на 1 січня 2017 року на Амеланді мешкало 3 633 особи, з яких було 1 799 чоловіків і 1 834 жінки. Населення Амеланда складає приблизно 0,02 % від загального населення країни. за останні двадцять років спостерігається незначне збільшення населення, а також його старіння:
- 1995 рік — 3 374 особи, з них молодше 20 років — 847 осіб, старше 65 років — 493 особи;
- 2005 рік — 3 520 осіб, з них молодше 20 років — 830 осіб, старше 65 років — 497 осіб;
- 2010 рік — 3 501 особа, з них молодше 20 років — 827 осіб, старше 65 років — 582 особи;
- 2015 рік — 3 590 осіб, з них молодше 20 років — 808 осіб, старше 65 років — 745 осіб[8].

За віком населення розподіляється наступним чином:
- до 5 років — 179 осіб;
- від 5 до 10 років — 220 осіб;
- від 10 до 15 років — 216 осіб;
- від 15 до 20 років — 164 особи;
- від 20 до 25 років — 159 осіб;
- від 25 до 45 років — 846 осіб;
- від 45 до 65 років — 1032 особи;
- від 65 до 80 років — 655 осіб;
- старше 80 років — 162 особи.

За походженням населення Амеланда на 93,23 % (3 387 осіб) складалася з корінних нідерландців, що значно відрізняється від ситуації в Нідерландах загалом, де нідерландці становлять лише 77,39 % населення. Станом на 1 січня 2017 року на Амеланді мешкало 246 особи іноземного походження, серед яких європейці становили 75,2 % (185 осіб), що також значно відрізняється від загальнодержавних показників, адже більшість іноземців у Нідерландах — це люди неєвропейського походження (турки, марокканці, суринамці, вихідці з Нідерландських Антильських островів тощо). Цікаво, що на 1 січня 2017 року на Амеланді не проживало жодного представника найбільшої діаспори в Нідерландах — турецької.

### Видатні мешканці
- Елке Баккер (1910) — найстаріша людина в Нідерландах, народився у Баллюмі, мешкає у місті Доккюм на материку[9].
- Йоханнес де Йонг (1885—1955) — нідерландський релігійний діяч, кардинал, архієпископ Утрехта, історик церкви. Народився в Несі.

## Пам'ятки
Найстаріший будинок на острові розташований у селі Голлюм і зведений у 1516 році.